# Nygård
Nygård is een plaats in de gemeente Lilla Edet in het landschap Västergötland en de provincie Västra Götalands län in Zweden. De plaats heeft 436 inwoners (2005) en een oppervlakte van 67 hectare.